# مذابح الألبان في حروب البلقان

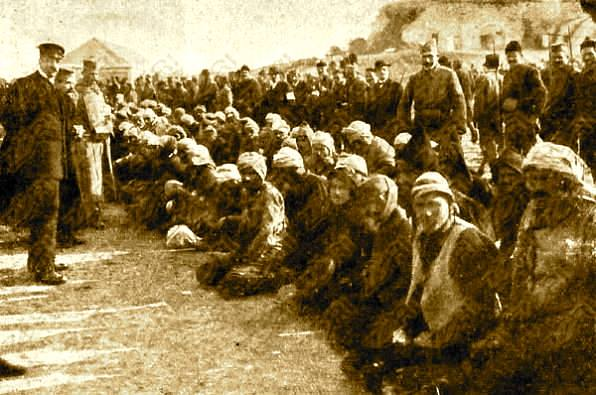
صورة فوتوغرافية لمدنيين ألبان تم أسرهم في بريشتينا أثناء المجازر التي ارتكبها الجيش الصربي (1912).

ارتُكبت مذابح الألبان في حروب البلقان في مواطن عدة على أيدي القوات البرية الصربية وجيش الجبل الأسود والقوات شبه العسكرية خلال الصراعات التي حدثت في المنطقة بين عامي 1912 و1913. اضطلعت صربيا ومملكة الجبل الأسود بعدد من جرائم الحرب، في حرب البلقان الأولى التي وقعت بين عامي 1912 و1913، ضد الألبان بعد طرد جيوش الدولة العثمانية من ألبانيا حاليًا وكوسوفو ومقدونيا الشمالية وقد أبلغت المعارضة الأوربية والأمريكية والصربية عن تلك الجرائم. هدفت عمليات التهجير القسري والمذابح إلى التلاعب الإحصائي قبل مؤتمر سفراء لندن لتحديد حدود البلقان الجديدة. قُتل نحو 20,000 إلى 25,000 ألباني في ولاية قوصوة وفقًا للروايات المعاصرة، خلال أول شهرين إلى أربعة أشهر، قبل أن يصل العنف إلى ذروته. يُقدر العدد الإجمالي للألبان الذين قتلوا في كوسوفو ومقدونيا أو في جميع المناطق المحتلة على أيدي الصرب في حروب البلقان بنحو 120,000 أو أكثر. كان العديد من الضحايا من الأطفال والنساء وكبار السن. لم يقتصر الأمر على المجازر بل قُطِّعت شفاه بعض المدنيين وأنوفهم. يشير عدة مؤرخين وباحثين وروايات معاصرة إلى المذابح أو يصفونها بأنها إبادة جماعية للألبان أو السكان المسلمين في البلقان ككل. حدثت مجازر أخرى ضد الألبان خلال الحرب العالمية الأولى واستمرت خلال فترة ما بين الحربين العالميتين.
أثار الجيش الصربي، وفقًا لفيليب جاي. كوهين، الرعب حتى عمدت بعض النساء الألبانيات إلى قتل أطفالهن عوضًا عن تركهم يقعون في أيدي الجنود الصرب. خلصت لجنة كارنيغي، وهي بعثة دولية لتقصي الحقائق، إلى أن جيوش صربيا والجبل الأسود ارتكبت أعمال عنف واسعة النطاق من أجل «التغيير الكامل للطابع العرقي للمناطق التي يسكنها الألبان حصرًا». صرح كوهين، مستندًا إلى تقرير مؤسسة كارنيغي للسلام الدولي، إن الجنود الصرب قطعوا آذان المدنيين الألبان وأنوفهم وألسنتهم وفقئوا أعينهم. كما نقل كوهين عن دورهام قوله إن الجنود الصرب شاركوا في دفن الناس أحياء في كوسوفو.
وُجد 21,000 قبر بدائي في كوسوفو حيث ذُبح الألبان على يد الجيوش الصربية. دمرت القوات الصربية 140 قرية، في أغسطس وسبتمبر 1913، وأجبرت 40 ألف ألباني على الفرار. هُجِّر 239,807 ألبانيًا من صربيا القديمة بين عام 1912 وأوائل عام 1914 (من دون حساب الأطفال دون سن السادسة) وفقًا لوثائق وزارة الخارجية الصربية؛ وارتفع هذا العدد بحلول أواخر عام 1914 إلى 281,747. تظل هذه الأرقام مع ذلك خلافية ويمكن أن تصل التقديرات طبقًا للباحثين إلى 60,000 على الأقل أو 300,000 على الأكثر. صرح مفوض الإغاثة الأمريكي ويلارد هوارد في مقابلة مع ديلي ميرور عام 1914 إن الجنرال كارلوس بوبوفيتش هتف: «لا تهربوا، نحن إخوة وأصدقاء. لا ننتوي إلحاق أي ضرر بكم». أُطلقت النار على الفلاحين الذين وثقوا ببوبوفيتش ومنهم من حُرق حيًا، كما أُضرمت النار في النساء المسنات اللاتي لم يقدرن على مغادرة منازلهن. قال هوارد إن الفظائع ارتكبت بعد انتهاء الحرب.
كان بوبوفيتش، وفقًا لتقرير ليو فروندليتش لعام 1912، مسؤولًا عن العديد من المذابح الألبانية وأصبح قائدًا للقوات الصربية في دراس. فُوض الجنرالان الصربيان داتيداس أركان وبوزو يانكوفيتش بقتل أي شخص يحول بينهم وبين السيطرة الصربية على كوسوفو. جاء في دراسة يوغوسلافيا من منظور تاريخي، التي أُجريت عام 2017 ونشرتها لجنة هلسنكي لحقوق الإنسان في صربيا في بلغراد، أن القرى أُحرقت وتحولت إلى رماد وأُجبر المسلمون الألبان على الفرار عندما غزت القوات الصربية وقوات الجبل الأسود كوسوفو في عام 1912. ذكرت بعض الروايات قطع الرأس وإحداث التشوهات. قدر ليون تروتسكي وليو فروندليتش أن نحو 25,000 ألباني لقوا حتفهم في ولاية قوصوة بحلول أوائل عام 1913. أفاد الصحفي الصربي كوستا نوفاكوفيتش، الذي كان جنديًا صربيًا خلال حروب البلقان، أن أكثر من 120,000 ألباني قتلوا في كوسوفو ومقدونيا، وهُجِّر ما لا يقل عن 50,000 نحو الدولة العثمانية وألبانيا. قدر تقرير عام 2000 بناء على مجموعة فروندليتش من القصص الإخبارية الدولية حول الفظائع، وجود نحو 50,000 ضحية داخل الحدود الحالية لكوسوفو.

## التصنيف كإبادة الجماعية
شكلت الفظائع التي وقعت تطهيرًا عرقيًا، واعترفت ثلة من الباحثين والمؤرخين والمنظمات مع ذلك، بالعنف ضد الألبان بصفته إما إبادة جماعية وإما جزءًا من إبادة جماعية أكبر ضد المسلمين خلال فترة حرب البلقان. تشير ألبانياز غولغوثا، وهي مجموعة من التقارير المعاصرة آنذاك، إلى الأحداث بأنها إبادة جماعية، كما ترجمتها شركة جوكا للنشر. أشار الناشرون أيضًا إلى الفظائع باسم الإبادة الجماعية الألبانية. تستخدم المقتطفات المترجمة عن اللغوي وعالم الألبانيات روبرت إليزه مع ذلك، لفظ «تصفية» بدلًا من «إبادة جماعية». أشار المؤرخ مارك ليفين إلى مذابح لوما باعتبارها «إبادة جماعية محلية».

### الإبادة الممنهجة
أشارت وزارة الخارجية الأمريكية، إلى جانب العديد من العلماء والمؤرخين والروايات المعاصرة، أيضًا إلى أعمال العنف ضد السكان الألبان بأنها إبادة ممنهجة أو نتيجة لسياسة ممنهجة وهو شكل من أشكال الإبادة الجماعية. كانت الفظائع العديدة التي ارتكبتها القوات الصربية ضد الألبان، وفقًا للأستاذ الدكتور كاترين بويك، أول حملة تطهير عرقي ارتُكبت في أوروبا خلال القرن العشرين. ذكرت لجنة كارنيغي أن الهدف من العنف كان «التغيير الكامل للطابع العرقي للمناطق التي يسكنها الألبان حصرًا».
كان من بين الشهود غير الحزبيين عمال ومهندسون أجانب من السكك الحديد الشرقية ورجال دين مسيحيون محليون وأجانب. يشتبه بعض المراقبين في أن التحركات القسرية للسكان (التطهير العرقي) كانت جزءًا من جهد منظم للتصفية. لم يجد هوبكين تدعيمًا كافيًا لهذا الزعم في المصادر، وأدت الأحداث إلى «تطرف» التوجه المستمر نحو خلق تجانس عرقي. تصف ترجمة لمقالة نُشرت عام 1913 في صحيفة فرانكفورتر تسايتونغ الألمانية بقلم روبرت إليزه الفظائع بأنها سياسة تصفية اضطلعت بها مملكة صربيا. كتب إليزه بخط مائل قبل المقال أن قوى المركز كانت «معادية لتوسع صربيا في جنوب البلقان وصُدمت من سياسات التصفية الألبانية».